# Fructan

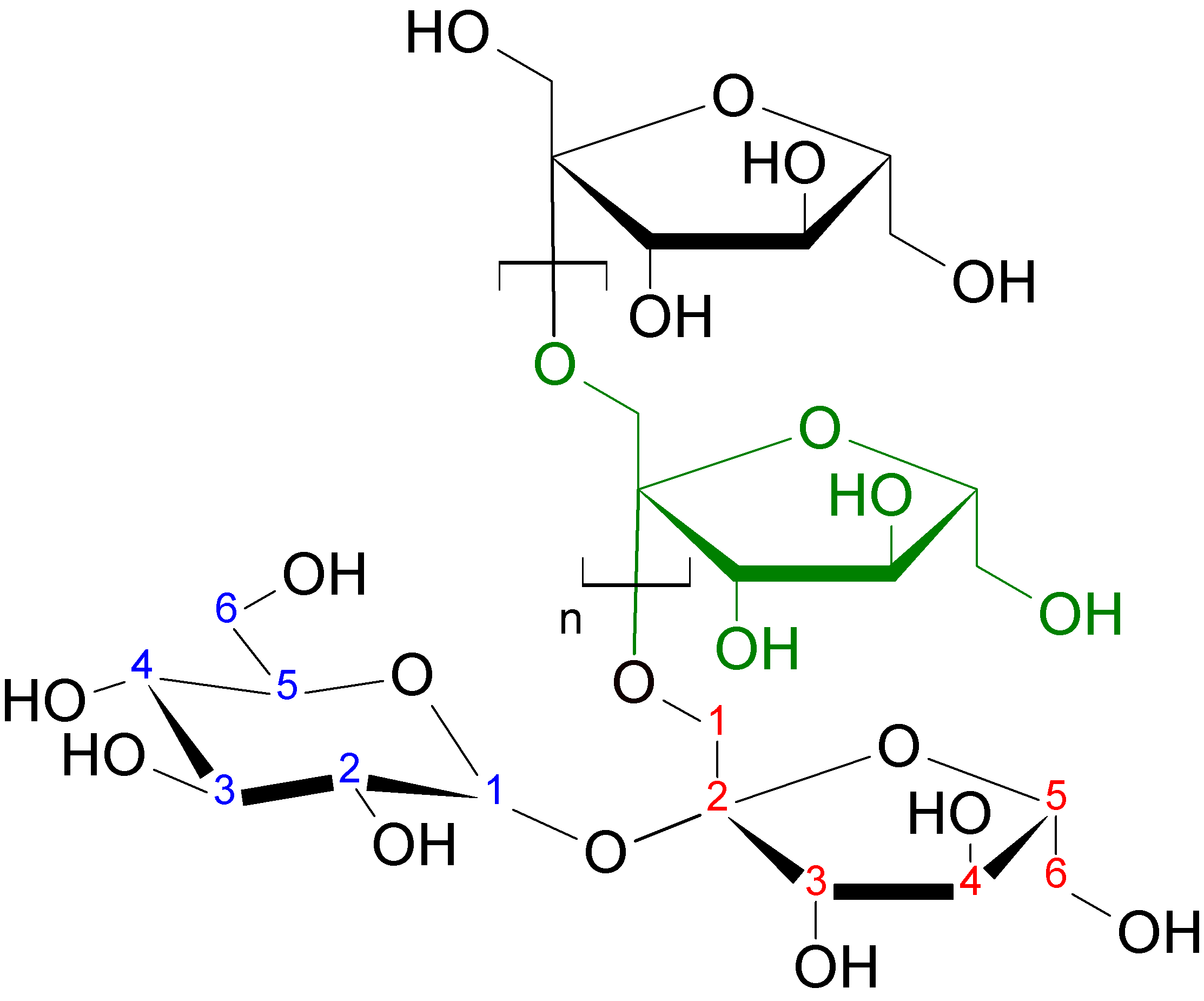
Formula structurală a inulinei, un fructan liniar cu legături 1→2 de α-D-glucoză terminale

Un  fructan este un polimer de fructoză. Fructanii cu catenă mai scurtă sunt cunoscuți ca fructooligozaharide. Fructanii pot fi găsiți în peste 12% din speciile de angiosperme, inclusiv monocotiledonate și dicotiledonate..

## Tipuri
Fructanii sunt formați din resturi de fructoză, de obicei cu un rest de zaharoză (glucoză-fructoză) la capătul terminal. Poziția de legare a resturilor de fructoză determină tipul de fructan, existând 5 tipuri.
Legarea se face de obicei la nivelul a 1 sau 2 resturi hidroxil primare  (OH-1 sau OH-6), existând două clase simple de fructani:
- 1-linkați: în inulină, resturi fructozil β-2,1-linkate
- 6-linkați: în levan și fleină, resturi fructozil β-2,6-linkate

Celelalte clase sunt:
- gramininele,[2] care conțin resturi  β-2,1- și  β-2,6-linkate.[3]
- neo-inulinele[2]: predominant resturi β-2,1-linkate
- neo-levanii[2]: predominant resturi β-2,6-linkate